# SGI Octane
L'Octane et la version Octane2 sont des stations de travail UNIX produites par SGI. Il s'agit de modèles 2-way SMP basées sur une architecture MIPS. Les modèles récent (2002-2004) étaient équipés de processeurs MIPS R12000 et R14000. Le seconde version (Octane2) embarquait également une carte graphique VPro également produite par SGI. En 2009 et à la suite du rachat de SGI par la société Rackable, une nouvelle version de l'Octane a été introduite sur le marché : Octane III. Cette version est basée sur du matériel standard : processeurs x86 Intel et solution graphique Nvidia. SGI assure l'assemblage et la conception globale, mais pas la construction des composants. Cette version est également un signe du retour de la marque (qui n'est plus vraiment la même depuis son rachat) sur un marché qu'elle avait abandonné depuis la sortie de la Fuel en 2006.